# Un tramway nommé Désir
Pour les articles homonymes, voir Un tramway nommé Désir (homonymie).
Un tramway nommé Désir (A Streetcar Named Desire) est une pièce de théâtre de Tennessee Williams, jouée pour la première fois en 1947 au théâtre Ethel Barrymore et pour laquelle il a remporté le prix Pulitzer en 1948.

## Argument
Heureuse en ménage avec un ouvrier d’origine polonaise, Stanley Kowalski, Stella, d’extraction plus distinguée, voit arriver dans son minable appartement à La Nouvelle-Orléans sa sœur, Blanche DuBois. Ce qui ne devait être qu’une halte de quelques jours se transforme en un long séjour qui n’en finit plus. L’intrusion de cette femme dans la vie si tranquille de Stanley va le pousser à percer à jour les secrets de sa belle-sœur…

## Personnages
- Stanley Kowalski
- Stella Kowalski, la femme de Stanley
- Blanche DuBois, la sœur de Stella
- Harold “Mitch” Mitchell
- Steve Hubbell
- Pablo Gonzales
- Eunice Hubbell
- Le jeune collectionneur
- L'étrange homme
- L'étrange femme
- La femme noire
- La Mexicaine

## Adaptations
- 1949 : Pièce de Théâtre, mise en scène de Raymond Rouleau, Théâtre de l’Œuvre
- 1951 : Pièce de Théâtre, Théâtre des Champs-Élysées
- 1951 : le film Un tramway nommé Désir (A Streetcar Named Desire) par Elia Kazan. C’est ce film qui révéla Marlon Brando au cinéma.
- 1974 : Pièce de Théâtre, mise en scène de Michel Fagadau, Théâtre de l’Atelier
- 1984 : Téléfilm Un tramway nommé Désir de John Erman
- 1991 : parodie A streetcar named désirée (show satirique The Benny Hill show par Benny Hill).
- 1992 : parodie Un tramway nommé Marge (série télévisée Les Simpson) par Jeff Martin.
- 1995 : Un tramway nommé Désir de Glenn Jordan
- 1995 : l’opéra Un tramway nommé Désir par André Previn.
- 1999 : nouvelle adaptation de Jean-Marie Besset publiée aux éditions L'Avant-Scène Théâtre. Mise en scène Philippe Adrien au Théâtre de l'Eldorado, avec Caroline Cellier (nomination Molières 1999), Samuel Le Bihan, Florence Pernel.
- 2009 : Un tramway nommé Désir pièce de théâtre mise en scène par Elsa Royer.
- 2010 : mise en scène Krzysztof Warlikowski, sous le titre tronqué Un tramway avec Isabelle Huppert, Odéon-Théâtre de l’Europe
- 2011 : mise en scène Lee Breuer, Comédie-Française.
- 2014 : mise en scène de Serge Denoncourt à l'Espace Go de Montréal. (Reprise en 2015)[2].
- 2024 : mise en scène de Pauline Susini, avec Cristiana Reali, théâtre des Bouffes-Parisiens

## Citations
- Des représentations d'Un tramway nommé Désir jouent un rôle important dans le film Tout sur ma mère de Pedro Almodóvar. La scène de l'enfermement de Blanche, puis du départ de Stella de la maison, fait écho aux tourments intérieurs de l'héroïne, Manuela.
- Dans la série d'animation Les Simpson, Marge Simpson interprète le rôle de Blanche dans une réécriture de la pièce. L'intrigue est au cœur de l'épisode "Un tramway nommé Marge" (s4e2)

## Titre
Le titre de la pièce fait référence au service de tramway qui passe sur la rue Desire dans la ville de La Nouvelle-Orléans.